# Эймс, Олдрич
Олдрич Хейзен «Рик» Эймс (англ. Aldrich Hazen "Rick" Ames, родился 26 мая 1941 года в Ривер-Фоллс, штат Висконсин, США) — сотрудник контрразведывательного подразделения ЦРУ, работавший в структуре на протяжении 31 года и возглавлявший советский отдел управления внешней контрразведки ЦРУ; в то же время — агент советских (КГБ СССР) и российских (СВР РФ) спецслужб, сотрудничавший с ними на протяжении более 9 лет. В 1994 году был признан виновным в шпионаже и приговорён к пожизненному лишению свободы без права на досрочное освобождение. В настоящее время отбывает наказание в федеральном исправительном учреждении города Терре-Хот (штат Индиана).
Роберт Эймс был завербован в апреле 1985 года одним из руководителей резидентур КГБ СССР в Вашингтоне, сотрудником Первого главного управления, полковником Виктором Черкашиным. Эймсом были выданы не менее 25 агентов американских спецслужб из числа граждан СССР и России, более 10 из которых были расстреляны по приговору суда (в связи с чем Эймс в США получил прозвище «серийного убийцы»). Эймс был арестован 21 февраля 1994 года сотрудниками ФБР; точные причины его провала до сих пор не установлены. О существовании этого агента в СССР знало лишь небольшое количество высокопоставленных сотрудников, которые разрабатывали сложнейшие операции его прикрытия.
До вынесения приговора Роберту Ханссену в виде пожизненного лишения свободы в 2001 году Олдрич Эймс считался агентом, передавшим разведке СССР и России наибольшее количество совершенно секретных документов; по некоторым данным, был одним из наиболее оплачиваемых советских агентов. Арест Эймса и вынесение ему приговора в виде пожизненного лишения свободы привели к отставке директора Центральной разведки Роберта Джеймса Вулси и способствовали ухудшению российско-американских отношений.

## Ранние годы

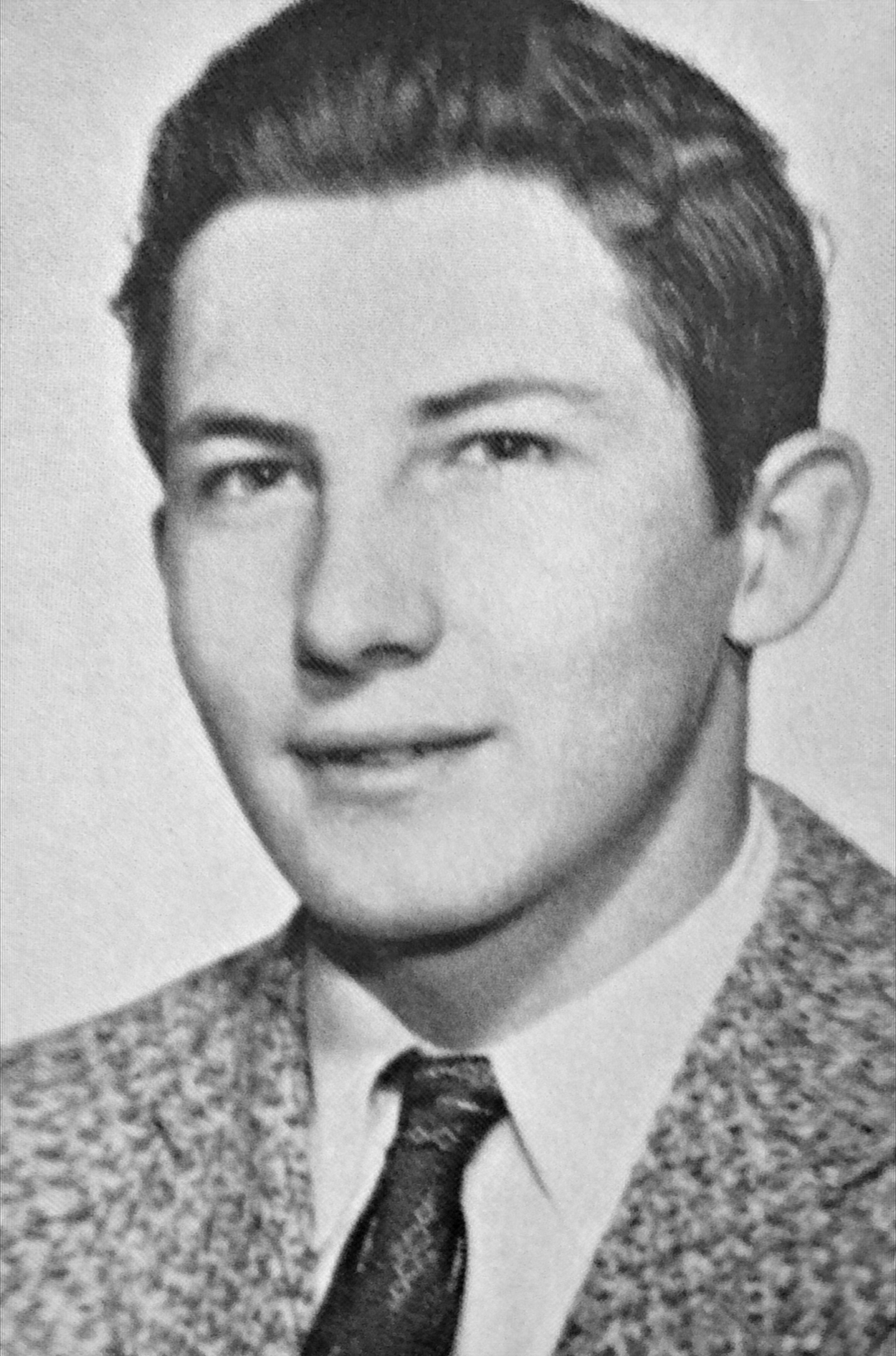
Олдрич Эймс, выпускник средней школы Меклайна в 1958 году

Олдрич Эймс родился 26 мая 1941 года в городе Ривер-Фоллс (штат Висконсин) в семье американцев испано-еврейского происхождения. Отец — Карлтон Сесил Эймс (англ. Carleton Cecil Ames), преподаватель колледжа штата Висконсина — Ривер-Фоллса. Мать — Рэйчел (Рахиль) Эймс, урождённая Олдрич (англ. Rachel Ames (Aldrich)), учительница английского в средней школе. Олдрич был старшим из трёх детей в семье, у него были две младшие сестры. В 1952 году отец начал работать в системе ЦРУ, управлении операций в штате Виргиния, в 1953 году отправился с семьёй в Юго-Восточную Азию, где проработал три года. Из-за злоупотребления алкоголем Карлтона отстранили от последующих командировок и отправили на административную работу в штаб ЦРУ.
Эймс учился в средней школе города Меклайн. Начиная с 1957 года, он три года подряд летом подрабатывал в ЦРУ в качестве мелкого архивного служащего («белого воротничка», ранг GS-3), занимавшегося пометкой совершенно секретных материалов. В 1959 году Эймс поступил в университет Чикаго, где собирался изучать зарубежные культуры и историю зарубежных государств, однако слишком увлёкся студенческим театром и в итоге был отчислен со 2-го курса. Летом 1960 года Эймс подрабатывал маляром в том же ЦРУ, до февраля 1962 года был помощником технического директора в театре Чикаго. Вернувшись в Вашингтон, Эймс снова занялся административной «бумажной» работой в ЦРУ.

## Сотрудничество с ЦРУ
Спустя 5 лет после начала работы в структуре ЦРУ Эймс окончил университет Джорджа Вашингтона, получив степень бакалавра по истории. Сначала он не собирался работать в ЦРУ на постоянной основе, однако, поднявшись по карьерной лестнице до ранга, имеющего кодификацию GS-7, и получив хорошие рекомендации, он согласился принять участие в курсах дальнейшего профессионального обучения (англ. Career Trainee Program), несмотря на несколько пьяных дебошей, из-за которых он попадал в полицию.
В 1969 году Эймс женился на сотруднице ЦРУ Нэнси Сегебарт, с которой познакомился на курсах профессионального обучения, однако после назначения Эймса в Анкару Нэнси ушла из ЦРУ, поскольку муж и жена не имели права одновременно работать в одном отделе ЦРУ (впрочем, сама Нэнси подрабатывала на разных должностях в отделе мужа). Эймс в Турции занимался вербовкой советских агентов: так, он сумел завербовать одного из однокурсников студента-революционера Дениза Гезмиша, который состоял в Федерации революционной молодёжи Турции, и выведать через него структуру и сведения о деятельности этого движения в обмен на крупное вознаграждение. Однако работу Эймса оценили невысоко, и он пригрозил уйти из ЦРУ. По данным Foreign Policy, Эймс справлялся с подобными заданиями в принципе плохо и периодически уходил в запой, выражая своё недовольство американской внешней политикой.
В 1972 году Эймс вернулся в штаб ЦРУ и следующие 4 года проработал в отделе, занимавшемся Восточной Европой и СССР. Руководство отмечало, что Эймс лучше справляется с бумажной работой и задачами, связанными с планированием операций. Тем не менее, от своей алкогольной зависимости Олдрич не избавился: в его личное дело были включены два меморандума с пометкой «eyes only» (с англ. — «только для глаз» — «для ограниченного круга лиц») о его дурных склонностях. В частности, в 1974 году на Рождественской вечеринке Эймс напился и переспал с сотрудницей ЦРУ, однако от наказания его спасло то, что он заполучил некие чехословацкие активы, впечатлив руководство, и его рекомендовали для выполнения более сложных заданий.
В 1976 году Эймс был отправлен в Нью-Йорк, где заполучил ещё два актива, за что был отмечен очередным продвижением по службе и повышением зарплаты. Однако начальство отметило его склонность откладывать ряд финансовых дел на более поздние сроки. Более того, его невнимательность к деталям привела к двум серьёзным нарушениям правил безопасности: в одном из таких случаев Эймс оставил чемодан с секретными документами в Нью-Йоркском метро, но ограничился лишь устным предупреждением. В 1981 году Эймс принял предложение переехать в Мехико, в то время как его супруга осталась в Нью-Йорке. Однако там он не только не справлялся с заданиями, показывая в лучшем случае посредственные результаты, но и завёл минимум трёх любовниц. В октябре 1982 года он вступил в связь с Марией дель Розарио Касас Дюпуи, занимавшей пост атташе по вопросам культуры при посольстве Колумбии и одновременно являвшейся информатором ЦРУ. В нарушение регламента ЦРУ Эймс не сообщил своим кураторам о том, что встречается с иностранкой, хотя некоторые из его коллег прекрасно знали об этом. Более того, его неудачи усугублялись постоянным пьянством, а на дипломатическом приёме в Мехико Эймс устроил перебранку с кубинским чиновником, что вызвало серьёзную обеспокоенность со стороны начальства Олдрича.
Тем не менее, в сентябре 1983 года ЦРУ назначило Эймса в вашингтонское отделение, курировавшее операции на территории СССР. На этом посту Эймс получил доступ к большому кругу совершенно секретной информации - ко всем делам сотрудников ЦРУ, осуществлявших разведывательные и контрразведывательные операции против СССР, а также к планам операций и различных действий против сотрудников КГБ и ГРУ. В октябре того же года Эймс окончательно развёлся с Нэнси, а в ноябре предоставил отчёт в ЦРУ о своей «иной деятельности», в котором упомянул встречи с Розарио. Чтобы завершить оформление развода, Эймс договорился уплатить долги Розарио, а также в течение трёх с половиной лет выплачивать Нэнси ежемесячно алименты (всё на сумму 46 тысяч долларов). Олдрич тогда опасался, что из-за развода может обанкротиться. По его собственному признанию, отчаянно нуждаясь в деньгах, в это время он даже задумывался об ограблении какого-то банка. Предполагают, что именно его финансовые проблемы стали одной из предпосылок для последующего перехода на сторону СССР и шпионажа в пользу советского государства. Эймс утверждал, что его на это сподвигли слухи о суммах размером до 50 тысяч долларов США, которые КГБ СССР якобы выплачивал сотрудникам ЦРУ, перешедшим на советскую сторону. Нужду Эймса в деньгах усугубляло и то, что его спутница Розарио, к которой он был очень привязан, тратила огромные средства: в частности, только на телефонные звонки в Колумбию она тратила ежемесячно 400 долларов США. Также она любила ходить по магазинам и совершать бессмысленные покупки: уже после её ареста по обвинению в шпионаже ФБР провели обыск в её доме, обнаружив 60 дамских сумочек, более 500 пар обуви и 165 нераспечатанных упаковок с колготками.

## Вербовка со стороны СССР

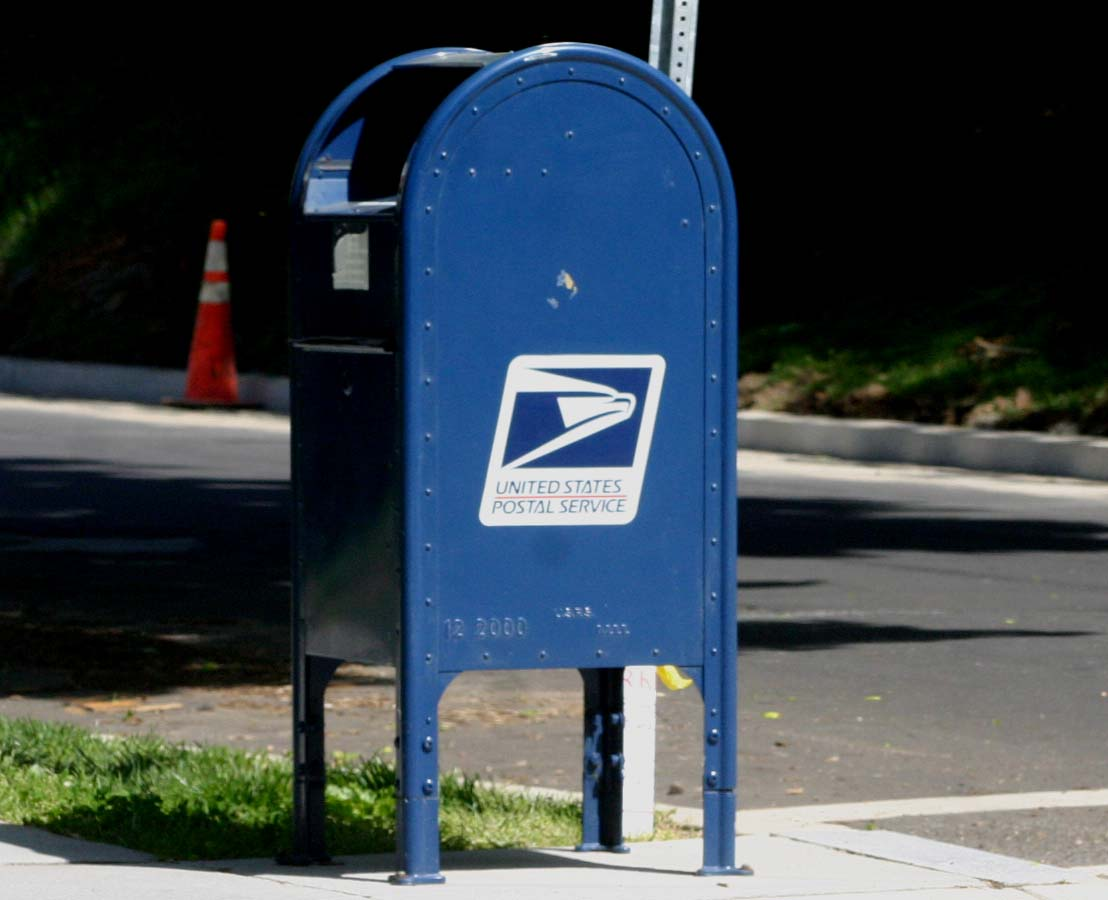
Копия почтового ящика (с логотипом Почтовой службы США), который Эймс использовал для связи с советскими кураторами. Оригинал находится в Международном музее шпионажа, копия — на углу Гарфилд-стрит и Гарфилд-террейс, северо-запад Вашингтона

Работая в «советском» отделе ЦРУ, Эймс помогал одному из своих коллег вербовать сотрудников посольства СССР в Вашингтоне, а позже сам начал контактировать с советскими дипломатами. В апреле 1985 года Эймс явился в советское посольство и, по версии публициста В. Казанского, передал охраннику конверт с запиской: «Я, Олдрич Хейзен Эймс, работаю начальником контрразведывательного подразделения в отделе СССР и Восточной Европы Оперативного директората ЦРУ. Мне нужно 50 тысяч долларов в обмен на следующую информацию о трёх агентах, которых мы в настоящее время вербуем в Советском Союзе». На следующий день Эймс доложил своему начальнику Дэвиду Мерфи о несанкционированном визите в посольство, объяснив его тем, что советский дипломат, которого Эймс должен был завербовать, не пришёл на ланч, как было с ним оговорено. Куратором нового агента стал Виктор Черкашин, платный агент Эймс получил оперативную кличку «Людмила». Вскоре Эймс получил свои причитающиеся 50 тысяч долларов: по его собственному утверждению, он хотел сделать это всего один раз, только чтобы расплатиться с долгами, однако в дальнейшем уже не мог остановиться и прекратить сотрудничество с советской разведкой.
Согласно Валерию Поволяеву, Эймс в своём письме представился как некий сотрудник американской разведки по имени Рик Уэллс, предлагая за 50 тысяч долларов передать информацию об операциях ЦРУ: к письму предлагались разведдокументы ЦРУ о манёврах советского флота в районе Ближнего Востока. Письмо Эймса было передано Сергеем Дмитриевичем Чувахиным, гражданским сотрудником МИД, который специализировался на вопросах международного разоружения и, в отличие от Черкашина, не работал на КГБ. На первой встрече 17 мая 1985 года с Виктором Черкашиным и Сергеем Чувахиным Эймс передал первые сведения о завербованных сотрудниках ЦРУ (Мартынов, Моторин и Поляков), причём он старался это сделать быстро, поскольку полагал, что за ним ведётся слежка со стороны его же коллег. На одной из последующих встреч 13 июня того же года в ресторане «Чадвикс» на берегу реки Потомак Эймс раскрыл своё подлинное имя Черкашину и Чувахину. Он заявил, что свои услуги предлагает отчасти из-за финансовых соображений, а отчасти из-за своего возмущения тем, что ЦРУ сознательно раздувает «советскую угрозу» и выбивает из Конгресса лишние средства на своё финансирование. По собственным словам, Олдрич оставался патриотом США и не принимал коммунистическую идеологию, но с уважением относился к противнику — Советскому Союзу. На той же встрече Эймс передал листок со списком сотрудников КГБ и ГРУ, которые были частью агентурной сети ЦРУ в коммунистическом блоке, и попросил Черкашина сделать всё, чтобы никто из вышеперечисленных лиц не прознал про Эймса.

## Разведка в пользу СССР
Эймс работал на СССР и Россию около 9 лет. На основании полученной от него информации был арестован целый ряд агентов ЦРУ в рядах КГБ и ГРУ (предполагается, что Эймс выдал не менее 10 высокопоставленных агентов ЦРУ и ФБР). Выдавая этих лиц, Эймс рассчитывал также в значительной мере обезопасить себя, сведя к минимуму вероятность его собственного разоблачения. Различные источники приписывают ему разоблачение от 12 до 25 агентов ЦРУ (по данным Foreign Policy), среди которых фигурируют:
| агенты иностранных спецслужб | воинское звание |                   | Награды | год рождения | год смерти | вид наказания             |
| ---------------------------- | --------------- | ----------------- | --- | ------------ | ---------- | ------------------------- |
| Дмитрий Поляков              | Генерал-майор   | генерал-майор ГРУ | Орден Отечественной войны I степени · Орден Отечественной войны II степени · Орден Красной Звезды · Медаль «За боевые заслуги» · Медаль «За победу над Германией в Великой Отечественной войне 1941—1945 гг.»  | 1921         | 1988       | расстрел                  |
| Геннадий Сметанин            | Полковник       | полковник ГРУ     | | 1949         | 1986       | расстрел                  |
| Алексей Кулак                | Полковник       | полковник КГБ     | Герой Советского Союза · Орден Красного Знамени · Орден Александра Невского · Орден Красной Звезды · Медаль «За победу над Германией в Великой Отечественной войне 1941—1945 гг.» · Медаль «За взятие Берлина» | 1922         | 1984       |                           |
| Владимир Пигузов             | Полковник       | полковник КГБ     | | ?            | 1986       | расстрел                  |
| Валерий Мартынов             | Подполковник    | подполковник КГБ  | Орден Красной Звезды · Медаль «За безупречную службу» 3-й степени | 1946         | 1986       | расстрел                  |
| Сергей Моторин               | Подполковник    | подполковник КГБ  | Медаль «За безупречную службу» 3-й степени | 1952         | 1987       | расстрел                  |
| Леонид Полещук               | Подполковник    | подполковник КГБ  | | 1938         | 1986       | расстрел                  |
| Борис Южин                   | Подполковник    | подполковник КГБ  | Медаль «За безупречную службу» 3-й степени | 1942         |            | лишение свободы на 15 лет |
| Геннадий Вареник             | Подполковник    | подполковник КГБ  | Медаль «За безупречную службу» 3-й степени | 1953         | 1987       | расстрел                  |
| Сергей Воронцов              | Майор           | майор КГБ         | | 1947         | 1986       | расстрел                  |

- генерал-майор ГРУ Дмитрий Поляков
- полковник ГРУ Геннадий Сметанин
- полковник КГБ Алексей Кулак
- полковник КГБ Владимир Пигузов
- подполковник КГБ Валерий Мартынов
- подполковник КГБ Сергей Моторин
- подполковник КГБ Леонид Полещук
- подполковник КГБ Борис Южин
- подполковник КГБ Геннадий Вареник
- майор КГБ Сергей Воронцов

Журнал Foreign Policy среди выданных Эймсом агентов упоминает Сергея Федоренко, входившего в состав советской делегации в ООН в качестве эксперта по ядерному оружию, как «одного из своих лучших друзей». Однако Федоренко за шпионаж (передачу США секретов советского ракетостроения) не понёс никакого наказания благодаря связям в высших сферах власти. По другой версии, Эймс не стал выдавать Федоренко советским спецслужбам, поскольку находился с ним в очень дружеских отношениях. В настоящее время он проживает в США в Род-Айленде.
Некоторые из выданных Эймсом агентов были осуждены в СССР к высшей мере наказания (расстрелу), из-за чего он впоследствии получил в США прозвище «серийный убийца». Как было признано в отчёте комитета по разведке Сената США, деятельность Эймса «привела к потере практически всех ценных источников информации в Советском Союзе в самый разгар „холодной войны“». По воспоминаниям Виктора Черкашина, предоставленные сведения от Эймса по ценности были сравнимы со счастливым лотерейным билетом из миллиона таковых. Вместе с тем информация о количестве американских «кротов» в советских спецслужбах повергла его в  шок, показав, что разведсистема СССР была «основательно прогнившей». Также он лично считал, что двойные агенты заслуживали лишения пенсий и увольнения из органов, но не высшей меры наказания. Последняя встреча Черкашина с Эймсом состоялась 13 июня 1986 года, прежде чем Черкашин отправился в отпуск.
Когда в ЦРУ осознали весь масштаб разгрома американской агентурной сети в СССР, в США начали расследование причин внезапного провала самых ценных своих агентов. Другим тревожным сигналом для руководства ЦРУ стал провал ряда секретных операций в СССР. Пытаясь установить источник утечки информации, следователи ЦРУ сначала предположили, что причины провала являлись чисто техническими и крылись в «жучках», установленных советской разведкой либо во взломе кода, использовавшегося для шифровки сообщений. Изначально всю вину за провалы американской агентуры возложили на Эдварда Ли Говарда, который в действительности также сотрудничал с КГБ. Однако когда ЦРУ лишилось ещё трёх источников информации, о которых Говард точно не мог знать, американцы поняли, что разыскиваемым «кротом» является не он, а кто-то другой. По словам одного из сотрудников, советская разведка попросту уничтожила всех людей, которых выдал пресловутый «крот», что было нехарактерно для неё самой. Позже кураторы Эймса из КГБ принесли ему извинения, объяснив, что ликвидация американской агентуры была неправильным шагом, однако решение о ликвидации источников разведки США было принято на высшем политическом уровне.
В какой-то момент Эймс представил ЦРУ и ФБР «результаты» его попыток завербовать советских агентов. Каждый раз за обедом он получал от Черкашина и Чувихина от 20 до 50 тысяч долларов США во время ужина, переводя эти средства на несколько банковских счетов и распределяя по 10 тысяч долларов на счёт, чтобы избежать необходимости отчитываться о подробностях такого перевода. Согласно Л. М. Млечину, Эймс за предоставленную США информацию получил более 2 млн. долларов, а по данным Foreign Policy, эта сумма колебалась в районе 4 млн. долларов США (указываются и 4,6 млн. долларов США). Это позволяло ему безбедно существовать при том, что он никогда не получал таких средств в ЦРУ. В августе 1985 года Олдрич женился на своей новой спутнице Марии дель Розарио, а чтобы отвести всяческие подозрения, объяснил, что это было приданое от родителей жены — для убедительности он перевёл значительную часть родителям Марии, проживавшим в Боготе, чтобы заодно помочь им материально.
Используя Эймса, сотрудники КГБ СССР с 1986 по 1993 годы чередовали передачу подлинных данных американской разведке с дезинформацией. Некоторые из сфабрикованных данных попали в отчёты ЦРУ как подлинные данные, а часть из них также была доведена до сведения трём президентам США.
В середине мая 1985 года КГБ СССР получил сведения из надёжного источника о том, что полковник Олег Гордиевский передавал секретную информацию британской разведке MI6 (в действительности он делал это уже на протяжении 11 лет, но оставался не раскрытым). 17 мая Гордиевского отозвали в Москву, где задержали и отправили на допрос, на котором якобы применялись психотропные препараты, развязывающие язык. Предполагалось, что Гордиевского мог выдать именно Эймс. Отчёт 1994 года в газете The Washington Post, однако, утверждал, что после шести недель допросов Эймса убедительных доказательств в пользу того, что Гордиевского сдал именно Эймс, представлено не было. Ещё один отчёт ФБР сообщал, что вплоть до 13 июня 1985 года Эймс ничего не говорил по поводу Гордиевского, хотя последнему так и не предъявили никаких обвинений вплоть до его побега 19 июля 1985 года, организованного британской разведкой. После своего побега на Запад Гордиевский стал говорить чаще, что значительную часть агентуры выдал Эймс и что в СССР были приятно удивлены «количеством и качеством» переданной Эймсом информации.
В 1986 году после ликвидации ряда двойных агентов Эймс сообщил своим кураторам, что опасается раскрытия. Во избежание раскрытия Эймса агенты КГБ провели операцию прикрытия и пустили американцев по ложному следу, вбросив дезинформацию о том, что крот якобы располагался в Уоррентонском учебном центре в Виргинии, принадлежавшем Министерству обороны США и использовавшемся ЦРУ. В течение года американцы допросили 90 сотрудников и выявили 10 подозреваемых, однако следствие пришло к выводу, что никто из них не подходит на роль предателя. В том же году Эймса перевели в Рим, где его деятельность руководство ЦРУ снова раскритиковало, обвинив того в пьянстве. В 1990—1991 годах он был переведён в Аналитическую группу Контрразведывательного центра ЦРУ (англ. CIA's Counterintelligence Center Analysis Group), получив доступ к чрезвычайно важным данным (в том числе по двойным агентам США). Несмотря на склонность к выпивке и дурную привычку Эймса спать за столом, его работу в центре оценивали достаточно высоко.

## Расследование деятельности Эймса ЦРУ

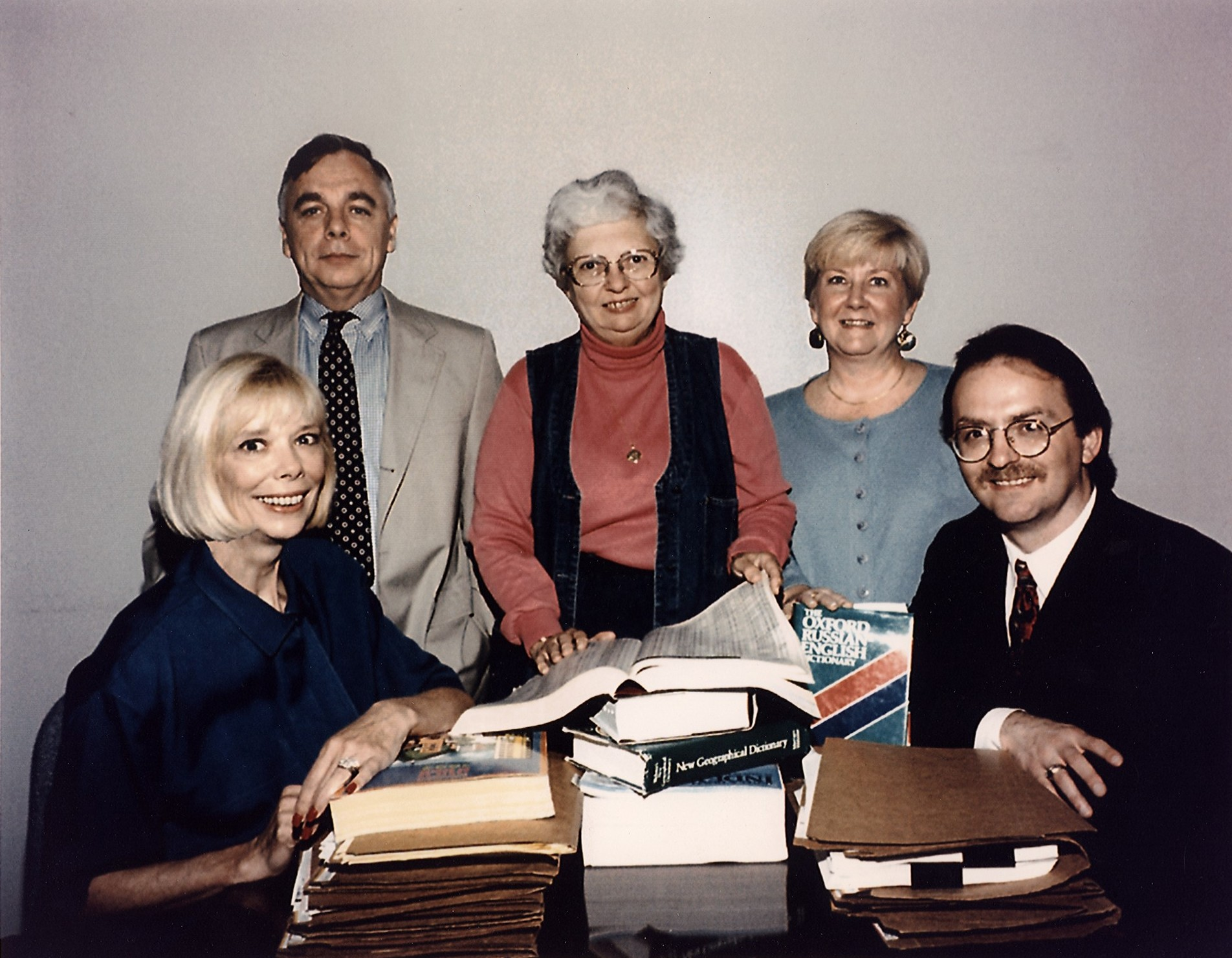
Сотрудники ЦРУ, разыскивавшие Эймса. Слева направо: Сэнди Граймс, Пол Редмонд, Жанна Вертфёй, Дайана Уортен, Дэн Пейн

Для выявления источника утечки информации в конце 1986 года в ЦРУ была создана специальная команда следователей. В неё вошли Жанна Вертфёй, Сандра Граймс, Дайана Уортен (англ. Diana Worthen) и Дэн Пейн (англ. Dan Payne), а возглавил её Пол Редмонд (англ. Paul Redmond). Операция получила название «Кортшип». Следователи проработали множество версий утечки, начиная от установки прослушивающих или записывающих устройств агентурой КГБ, перехватом переписки между сотрудниками ЦРУ и заканчивая версией о наличии «крота» в организации. К 1990 году версия о предательстве кого-то из сотрудников стала очевидной и наиболее приоритетной, однако обнаружить «крота» никак не удавалось. В такой ситуации была приостановлена даже вербовка новых источников разведки из числа советских граждан, поскольку в ЦРУ опасались, что не смогут сохранить даже уже имеющихся агентов.
Однако ещё до этого в ноябре 1989 года один из коллег Эймса заметил, что тот живёт слишком роскошно для своих официальных доходов. Было очевидно, что на зарплату сотрудника ЦРУ он не смог бы приобрести всё своё имущество, а финансовое состояние семьи его жены было намного более скромным, чем утверждал Олдрич. Уортен была знакома с Марией Розарио Эймс ещё до её свадьбы, но встретилась с ней всего один раз, чтобы поговорить об установке штор в доме Эймса. Уортен, которая вешала шторы в доме Марии, заметила, что купленное Олдричем имущество было довольно дорогим. Когда Уортен завязала разговор о том, где ставить шторы в первую очередь, Мария со смехом сказала, что нет смысла беспокоиться о цене и что скоро Олдрич переделает весь дом. Уортен раньше слышала о том, что родители Розарио были достаточно бедными, однако её осведомитель в Боготе заявил, что родители теперь не нуждаются ни в чём. Это был небольшой сдвиг в расследовании. Когда сотрудник, обязанный следить за финансовым состоянием персонала ЦРУ, отправился на двухмесячные курсы повышения квалификации, его никто не поспешил заменить: в то время следователи шли по другой линии (заведомо ложной), по которой «кротом» мог быть некий сотрудник ЦРУ, родившийся на территории СССР.
В 1986 и 1991 годах Эймс прошёл две проверки на полиграфе: изначально он боялся проходить тест, однако кураторы КГБ убедили его успокоиться и расслабиться, чтобы не вызывать никаких подозрений. Результаты теста показали, что на некоторые вопросы Эймс отвечал неискренне, однако в итоге он прошёл тест: в ЦРУ позже полагали, что организаторы были «чрезмерно дружелюбными» и своими действиями не вызывали соответствующую физиологическую реакцию. По мнению Пита Эрли (англ. Pete Early), Эймс сам себя мог убедить, что никого не обманывает, а в ЦРУ большая часть сотрудников (кроме нескольких серьёзно настроенных) даже полагали, что стоит прекратить собственную разработку дела о «кроте» и лучше попытаться обратиться к ФБР за помощью.
Следователи ЦРУ в итоге всё же обратили внимание на подозрительно высокий уровень расходов Эймса. Так, ими были отмечено, что Эймс поставил себе дорогие зубные коронки (из-за того, что из-за курения у него пожелтели зубы) и что он стал носить сшитую на заказ одежду, хотя раньше одевался в самых дешёвых магазинах. При том, что сам Олдрич ежегодно получал зарплату в 60 тысяч долларов США, он смог себе позволить следующее дорогостоящее имущество, товары и услуги:
- Дом в округе Арлингтон штата Виргиния (недалеко от Вашингтона), приобретённый за 540 тысяч долларов США наличными (куплен после возвращения из служебной командировки в Рим)[47]
- Автомобиль Jaguar стоимостью 50 тысяч долларов США[48]
- Ремонт в квартире стоимостью 99 тысяч долларов США[47]
- Ежемесячные телефонные счета на 6 тысяч долларов США (большую часть звонков совершала Мария Розарио родным в Колумбию)
- Кредитные карты премиум-класса, на которых минимальные траты были выше ежемесячной зарплаты Эймса[49]
- Предметы роскоши на сумму 455 тыс. долларов США[39]
- Скупленные на бирже акции стоимостью 165 тыс. долларов США[39]
- Ферма и две квартиры, оформленные на жену[39]

## Арест Эймса
В марте 1993 года сотрудники ЦРУ и ФБР с особой интенсивностью начали прорабатывать версию о причастности Олдрича Эймса ко всем утечкам: за ним установили негласное наблюдение с помощью подслушивающих и записывающих устройств, выброшенный им мусор начали проверять на предмет зацепок, а на его автомобиль установили датчик для отслеживания его передвижений. По данным ФБР, несколько раз датчик на автомобиле отказывал. С ноября 1993 года за Эймсом стали следить фактически вживую. В начале 1994 года Эймсу поступило предложение отправиться на некую конференцию в Москву, и в ФБР поняли, что затягивать с арестом нельзя. 21 февраля 1994 года Олдрич Эймс и его супруга Мария Розарио были арестованы сотрудниками ФБР в Арлингтоне. Арестованный Эймс стал кричать: «Вы совершаете большую ошибку! Вы схватили не того!».
«Дело Эймса» вызвало громкий политический скандал в США, а также привело к возникновению напряжённости в российско-американских отношениях. Американцы считали, что в условиях первой волны демократизации в России, «козыревской дипломатии» и налаживания двусторонних отношений Россия, как получатель помощи Запада, не может себе позволить вести шпионаж на территории США. В Москву без приглашения прибыли два руководителя российского направления ЦРУ и потребовали от Службы внешней разведки РФ признать свою вину и представить материалы, переданные Эймсом в Центр, однако получили отказ. После многочисленных обвинений в адрес ЦРУ его глава Джеймс Вулси был вынужден уйти в отставку. Президент США Билл Клинтон вспоминал о деле Эймса:

Мы были потрясены, когда ФБР арестовало ветерана ЦРУ Олдрича Эймса. За девять лет Эймс нажил целое состояние, передавая информацию, которая привела к гибели более десяти наших агентов в России и нанёс сильнейший ущерб потенциалу разведки. Возникли вопросы, если Россия ведёт направленную против нас шпионскую деятельность, не следует ли нам отменить или приостановить оказание ей помощи? На встрече с представителями обеих палат в конгрессе и отвечая на вопросы журналистов, я высказался против прекращения поддержки России. Кроме того, шпионы были не только у русских.

26 февраля 1994 года по решению президента США Билла Клинтона персоной нон грата был объявлен легальный резидент СВР России в Вашингтоне Александр Лысенко. 28 февраля президент России Борис Ельцин поступил аналогичным образом с резидентом ЦРУ в Москве Джеймсом Моррисом. Стараясь снять излишнее напряжение между странами, Ельцин заявил журналистам, что лично он ничего не знал о деятельности Эймса. Этими высылками дело и ограничилось, поскольку США и Россия тогда пытались налаживать партнёрские отношения между собой.
Причины провала Эймса до сих пор доподлинно неизвестны. В номере газеты «Труд» за 22 марта 2006 года приводилась версия, согласно которой, Эймса могли выдать те же люди в Москве, что знали о его истинной роли. Бывший председатель КГБ Владимир Крючков в своей книге «Личное дело» писал:

…Версий провала может быть много, даже очень, но две из них, на мой взгляд, маловероятны: случайный выход американских спецслужб на Эймса или его ошибка, неосторожность. Подкинутая в американскую прессу причина провала — чрезмерные расходы Эймса на личные цели — скорее всего, отвлекающий маневр, попытка скрыть истинную причину разоблачения, придумка для наивных. Уровень работы с такого рода агентом, его личные и профессиональные качества с большой долей уверенности позволяют предположить, что в данном случае мы имеем дело с предательством, с выдачей Эймса кем-то из тех, кто имел отношение к работе с ним или каким-то образом получил о нем информацию…

В 2001 году Дэвид Мёрфи, бывший начальник «советского отдела» ЦРУ, заявил, что в мае 1985 года Эймс передал в одном пакете информацию об огромном количестве агентов ЦРУ: если бы он разбил сообщение на несколько передач или если бы советское руководство не настояло на немедленном аресте агентов, в ЦРУ не заподозрили бы о наличии крота.
Сам Эймс говорил, что не боялся быть пойманным ФБР или ЦРУ, но искренне опасался советских перебежчиков, утверждая, что почти всех американцев, осуждённых за шпионаж, выдали советские источники разведки. О пройденных тестах на полиграфе Эймс говорил, что секрет успеха заключался в доверии между организатором тестов и испытуемым.

## Суд
22 февраля 1994 года Олдричу Эймсу и его супруге Марии Розарио Министерство юстиции США официально выдвинуло обвинения в шпионаже в пользу СССР и России. Эймсу инкриминировали гибель многих сотрудников — источников разведки ЦРУ. Олдрич признался, что выдал группу советских граждан, завербованных ЦРУ и иными иностранными разведслужбами, о которых ему было известно, а также передал советскому и российскому руководству огромное количество информации по внешней политике США, политике в сфере национальной обороны и национальной безопасности. Было подсчитано, что в результате передачи соответствующей информации произошёл провал более 100 разведывательных операций США, а 10 источников разведки США были приговорены к смертной казни.
И Олдрич Эймс, и его жена, признали себя виновными, заключив соглашения о признании вины. Мария признала свою вину в уклонении от уплаты налогов и преступном сговоре, получив всего пять лет тюрьмы и отбыв срок полностью, а Олдрич 28 апреля 1994 года был приговорён к пожизненному лишению свободы с конфискацией имущества. Вплоть до настоящего времени свой приговор он отбывает в тюрьме особо строгого режима Терре-Хота в штате Индиана.

## После вынесения приговора
В 2000 году Алексей Подберёзкин с учётом заслуг агента перед Россией выдвинул идею предпринять усилия для достижения российско-американской договорённости об обмене Эймса. В апреле 2017 года близкий к СВР России писатель и историк спецслужб, лауреат Премии Службы внешней разведки Российской Федерации Николай Долгополов в интервью телеканалу «Россия 24» сообщил, что на тот момент СВР предпринимала попытки освободить Эймса.

## В искусстве
Биография Олдрича Эймса использована в романе Фредерика Форсайта «Икона» (1996). В этом романе Эймс фигурирует как отрицательный персонаж, пошедший на сотрудничество с КГБ СССР исключительно ради денег.
В 1998 году вышел фильм «Aldrich Ames: Traitor Within» («Олдрич Эймс: предатель внутри», в другом переводе «Шпион»), где главным мотивом сотрудничества Эймса с КГБ СССР также являются деньги.
Сериал «Активы» (2014) — повествование о двух сотрудницах, работающих на ЦРУ, которым удалось выполнить сложнейшее задание: выявить внедрённого в агентство «крота» Олдрича Эймса.
Также упоминается в художественном фильме «Человек, который знал всё».
В компьютерной игре Call of Duty: Black Ops Cold War может быть прототипом незначительного антагониста Роберта Олдрича из-за схожести его работы в ЦРУ и последующем сотрудничестве с КГБ в качестве тайного агента. Игрок имеет возможность по ходу сюжета раскрыть агента с дальнейшей его ликвидацией.

### На русском
- Владимир Гаврилов, Рафаэль Гусейнов, Николай Долгополов. Ваши пальчики, Штирлиц. Разведчиков собираются дактилоскопировать // Труд. — М., 2006. — 22 марта. Архивировано 10 июля 2012 года.
- Дивильковский С. И. Колокол, ударивший набатом. // Военно-исторический журнал. — 1999. — № 3. — С.44-56.
- Колпакиди А. И., Прохоров Д. П. Несравненный Олдрич Эймс // Дело Ханссена. «Кроты» в США. — М.: Олма-Пресс, 2002. — ISBN 5-224-03255-5.
- Млечин Л. М. Примаков. — М.: Молодая гвардия, 2015. — 528 с. — (ЖЗЛ). — ISBN 978-5-235-03846-2.
- Полмар Н.[англ.], Аллен Т.Б.[англ.]. Энциклопедия шпионажа = Spy Book / Пер. с англ. В. Смирнова. — М.: Крон-пресс, 1999. — С. 772—773. — 816 с.
- Ангелина Сирина. Олдридж Эймс: Невозвращение резидента // Коммерсантъ Деньги. — 1995. — 10 мая (№ 18 (28)).

### На английском
- Cherkashin, Victor. Spy Handler: Memoir of a KGB Officer: the True Story of the Man Who Recruited Robert Hanssen and Aldrich Ames / Victor Cherkashin, Gregory Feifer. — New York : Basic Books, 2005. — ISBN 978-0-465-00968-8.
- Doyle, David W. Inside Espionage: A Memoir of True Men and Traitors, 2000, ISBN 978-0-9536151-4-8.
- Earley, Pete Confessions of a Spy: The Real Story of Aldrich Ames, New York: G. P. Putnam's Sons, 1997. ISBN 0-399-14188-X.
- Grimes, Sandra and Vertefeuille, Jeanne. Circle of Treason: A CIA Account of Traitor Aldrich Ames and the Men He Betrayed, Naval Institute Press, 2012, ISBN 978-1-59114-334-5.
- Peter Maas. Killer Spy: The Inside Story of the FBI's Pursuit and Capture of Aldrich Ames, America's Deadliest Spy (англ.). — Warner, 1995. — ISBN 0-446-51973-1.
- Tim Weiner, David Johnston, Neil A. Lewis. Betrayal: The Story of Aldrich Ames, An American Spy. — New York: Random House, 1995. — ISBN 978-0-679-44050-5.